# Synalpheus pinkfloydi
Synalpheus pinkfloydi (Anker, Hultgren, De Grave, 2017), conosciuto volgarmente come Gambero pistola Pink Floyd, è un crostaceo decapode appartenente alla superfamiglia Alpheoidea.

## Tassonomia
Descritta nel 2017, questa specie è stata dedicata alla rock band Pink Floyd perché morfologicamente possiede una grande chela rosa (pink in inglese), la destra, con la quale è capace di produrre un suono (che può raggiungere i 210 decibel) atto a stordire e uccidere le sue prede. È invece una leggenda metropolitana la notizia che la band, durante un concerto, abbia causato la morte dei pesci di un laghetto a causa del volume elevato della musica, e ciò abbia determinato la denominazione di questa nuova specie.